# Mae Faggs
Heriwentha Mae Faggs-Starr (Mays Landing, 10 aprile 1932 – Woodlawn, 27 gennaio 2000) è stata una velocista statunitense, campionessa olimpica della staffetta 4×100 metri ai Giochi di Helsinki 1952.

## Palmarès
| Anno | Manifestazione      | Sede              | Evento      | Risultato  | Prestazione | Note            |
| ---- | ------------------- | ----------------- | ----------- | ---------- | ----------- | --------------- |
| 1948 | Giochi olimpici     | Londra            | 200 m piani | Batteria   | 26"0        |                 |
| 1952 | Giochi olimpici     | Helsinki          | 100 m piani | 6ª         | 12"1        |                 |
| 1952 | Giochi olimpici     | Helsinki          | 200 m piani | Batteria   | 24"5        |                 |
| 1952 | Giochi olimpici     | Helsinki          | 4×100 m     | Oro        | 45"9        | Record mondiale |
| 1955 | Giochi panamericani | Città del Messico | 100 m piani | Argento    | 12"07       |                 |
| 1955 | Giochi panamericani | Città del Messico | 4×100 m     | Oro        | 47"12       |                 |
| 1956 | Giochi olimpici     | Melbourne         | 100 m piani | Batteria   | 12"2        |                 |
| 1956 | Giochi olimpici     | Melbourne         | 200 m piani | Semifinale | 24"8        |                 |
| 1956 | Giochi olimpici     | Melbourne         | 4×100 m     | Bronzo     | 44"9        |                 |